# Ronaël Pierre-Gabriel
Ronaël Pierre-Gabriel (13 juni 1998) is een Frans voetballer die doorgaans als rechtsback speelt. Hij verruilde AS Monaco in juli 2019 voor FSV Mainz 05.

## Clubcarrière
Pierre-Gabriel is afkomstig uit de jeugd van AS Saint-Étienne. Op 29 november 2015 debuteerde hij in de Ligue 1 in het thuisduel tegen EA Guingamp. Hij werd na 61 minuten vervangen door Pierre-Yves Polomat. Op 13 december 2015 speelde de vleugelverdediger als invaller zijn tweede wedstrijd voor Les Verts in het Stade Louis II tegen AS Monaco. Drie dagen later speelde Pierre-Gabriel voor het eerst een volledige wedstrijd, een bekerduel tegen Paris Saint-Germain.

## Clubstatistieken
| Seizoen     | Club             | Competitie  | Competitie | Competitie | Beker | Beker | Internationaal | Internationaal | Totaal | Totaal |
| Seizoen     | Club             | Competitie  | Wed.       | Dlp.       | Wed.  | Dlp.  | Wed.           | Dlp.           | Wed.   | Dlp.   |
| ----------- | ---------------- | ----------- | ---------- | ---------- | ----- | ----- | -------------- | -------------- | ------ | ------ |
| 2015/16     | AS Saint-Étienne | Ligue 1     | 5          | 0          | 3     | 0     | —              | —              | 8      | 0      |
| 2016/17     | AS Saint-Étienne | Ligue 1     | 14         | 0          | 0     | 0     | 0              | 0              | 14     | 0      |
| 2017/18     | AS Saint-Étienne | Ligue 1     | 16         | 0          | 1     | 0     | —              | —              | 17     | 0      |
| Club totaal | Club totaal      | Club totaal | 35         | 0          | 4     | 0     | 0              | 0              | 39     | 0      |
| 2018/19     | AS Monaco        | Ligue 1     | 4          | 0          | 0     | 0     | 0              | 0              | 4      | 0      |
| Club totaal | Club totaal      | Club totaal | 4          | 0          | 0     | 0     | 0              | 0              | 4      | 0      |
| 2019/20     | FSV Mainz 05     | Bundesliga  | 2          | 0          | 0     | 0     | —              | —              | 2      | 0      |
| Club totaal | Club totaal      | Club totaal | 2          | 0          | 0     | 0     | 0              | 0              | 2      | 0      |

Bijgewerkt t/m 13 oktober 2019